# دهستان پیشکوه (تفت)
دهستان پیشکوه یکی از دهستان‌های شهرستان تفت در استان یزد ایران است. این دهستان در بخش مرکزی شهرستان تفت قرار دارد و براساس سرشماری مرکز آمار ایران در سال ۱۳۹۰، جمعیت آن ۴۲۸۴ نفر (در ۱۲۸۹ خانوار) بوده‌است.